# Città di Knox
La città di Knox è una Local Government Area che si trova nello Stato di Victoria. Essa si estende su una superficie di 113,8 chilometri quadrati e ha una popolazione di 149.300 abitanti. La sede del consiglio si trova a Wantirna South.